# Гаїті (острів)
Гаїті — другий за площею та населенням острів Карибів (Вест-Індії), належить до групи Великих Антильських островів, розташований між островами Куба на заході і Пуерто-Рико на сході. Західну третину острова займає Республіка Гаїті, а східні дві третини — Домініканська Республіка.
Площа Гаїті — близько 76,48 тис. км². Населення острова — понад 21 мільйон осіб (2018).

## Етимологія
Через вплив індіанців Таїно, іспанців та французів історично весь острів часто називали Гаїті, Хайті, Санто-Домінґо чи Сен-Домінґу.
Згідно праць іспанських істориків XV-XVI ст. Бартоломе де лас Касаса та Гонсало Фернандеса де Ов'єдо, назва Гаїті походить з нині мертвої мови індіанців Таїно — «Ayiti», тобто «Гірська країна».
Підпорядкувавши в 1492 році цей  острів іспанській короні Христофор Колумб назвав його іспанською мовою Еспаньйола (ісп. La Isla Española, або латиною — лат. Insula Hispana), що означало «Іспанський острів».
У 1804 році "Гаїті", як одна з оригінальних назв острова з мови Таїно, була прийнята лідером незалежницького руху Гаїті та першим правителем незалежного Гаїті Жаном-Жаком Дессалінесом як офіційна назва незалежного Сен-Домінґу, на честь попередників-індіанців.
Назва «Республіка Іспанська Гаїті» була прийнята як офіційна назва незалежного Санто-Домінґо,  держави, що існувала з листопада 1821 року до її анексії Гаїті у лютому 1822 року.

## Географія
Острів Гаїті омивається на півночі Атлантичним океаном, на півдні — Карибським морем. Розташований між Кубою на заході (від якої відділений Навітряною протокою) і Пуерто-Рико на сході (від якого відділений протокою Мона). 
Береги сильно порізані, здебільшого високі (за винятком південно-східних), оточені рифами; на заході — велика затока Гонав з однойменним островом. В основі Гаїті — вулканічні і осадові породи середнього кайнозою; надра містять золото, срібло, мідь, залізо, кам'яну сіль. Рельєф гірський (звідси і назва); із заходу на схід простяглися чотири гірських хребти, найбільший з яких — Кордильєра-Сентраль (Центральна Кордильєра) з вищою точкою острова і всієї Вест-Індії — горою Пік Дуарте (3087 м.); він, як і випливає з назви, займає центральне положення і тягнеться від північно-західної частини острова до південного узбережжя Домініканської республіки. У південній частині острова, за низовиною долини Сибао, Центральним плато і западиною Кюль-де-Сак, знаходяться хребти От, Сель, Сьєрра-де-Бауроко, що простягнулися вздовж південного берега острова, а також Сьєрра-де-Нейба і Мато. На півночі острова — хребти Північний (продовження Центральної Кордильєри), Кордильєра-Септентріональ (вища точка 1249 м.) і невисока Кордильєра-Орієнталь (найбільша висота — 701 м.). У південно-східній частині острова — обширна низовина.
На острові часто стаються землетруси.
Річки повноводні, бурхливі, в основному мають незначну протяжність (найбільші — Артібоніт на заході, Яке-дель-Норте на півночі і Осама на півдні). Багато озер; найбільші — безстічні Енрикільйо і Соматр.
Клімат тропічний пасатний; багато опадів (вологий сезон з червня по грудень; середньорічна норма опадів на навітряних схилах — до 2000 мм, у внутрішніх долинах — 300—1000 мм); в серпні-вересні часті урагани.

## Природа

### Фауна
На острові мешкає безліч видів птахів, комах і амфібій. Рептилії представлені ящірками і крокодилами. Багато видів сухопутних тварин перебувають під загрозою зникнення. Фауна острова бідна ссавцями (широко представлені лише кажани і гризуни); хижаки відсутні. Тут також багато ендемічних видів, включаючи комах і інших безхребетних, рептилій і ссавців. Найвідомішим ендемічним ссавцем на острові є хутія гаїтянська (Plagiodontia aedium). Серед птахів острова шість ендемічних родів — Calyptophilus, Dulus, Nesoctites, Phaenicophilus, Xenoligea і Microligea. Більше половини фауни екорегіону острова було втрачено через знищення середовища проживання.

Див. також Список ссавців Гаїті та Список ссавців Домініканської Республіки

### Флора
На острові чотири екорегіони. Екорегіон вологих лісів Гаїті охоплює приблизно 50 % території острова, переважно низовини на півночі і сході, але місцями простягається до висоти 2100 метрів. Екорегіон сухих лісів займає приблизно 20 % острова, перебуваючи в дощовій тіні гір у південній і західній частині острова і в долині Сібао (центр північної частини острова Гаїті). Екорегіон соснових лісів Гаїті займає 15 % площі острова (гірську частину з висотами більше 850 метрів). Екорегіон затоплених луків і саван на півдні центральної частини острова оточує ланцюг озер і лагун, серед яких найбільш помітними є озера Соматр і Тру-Кайман (Гаїті) і Енрикільйо (Домініканська Республіка).
У вічнозелених тропічних лісах ростуть цінні породи дерев (палісандр, кампешеве дерево, різні пальми та ін); на схилах Кордильєри-Сентраль — хвойно-твердолисті ліси; у внутрішніх районах острова переважають листяні листопадні ліси і чагарники.

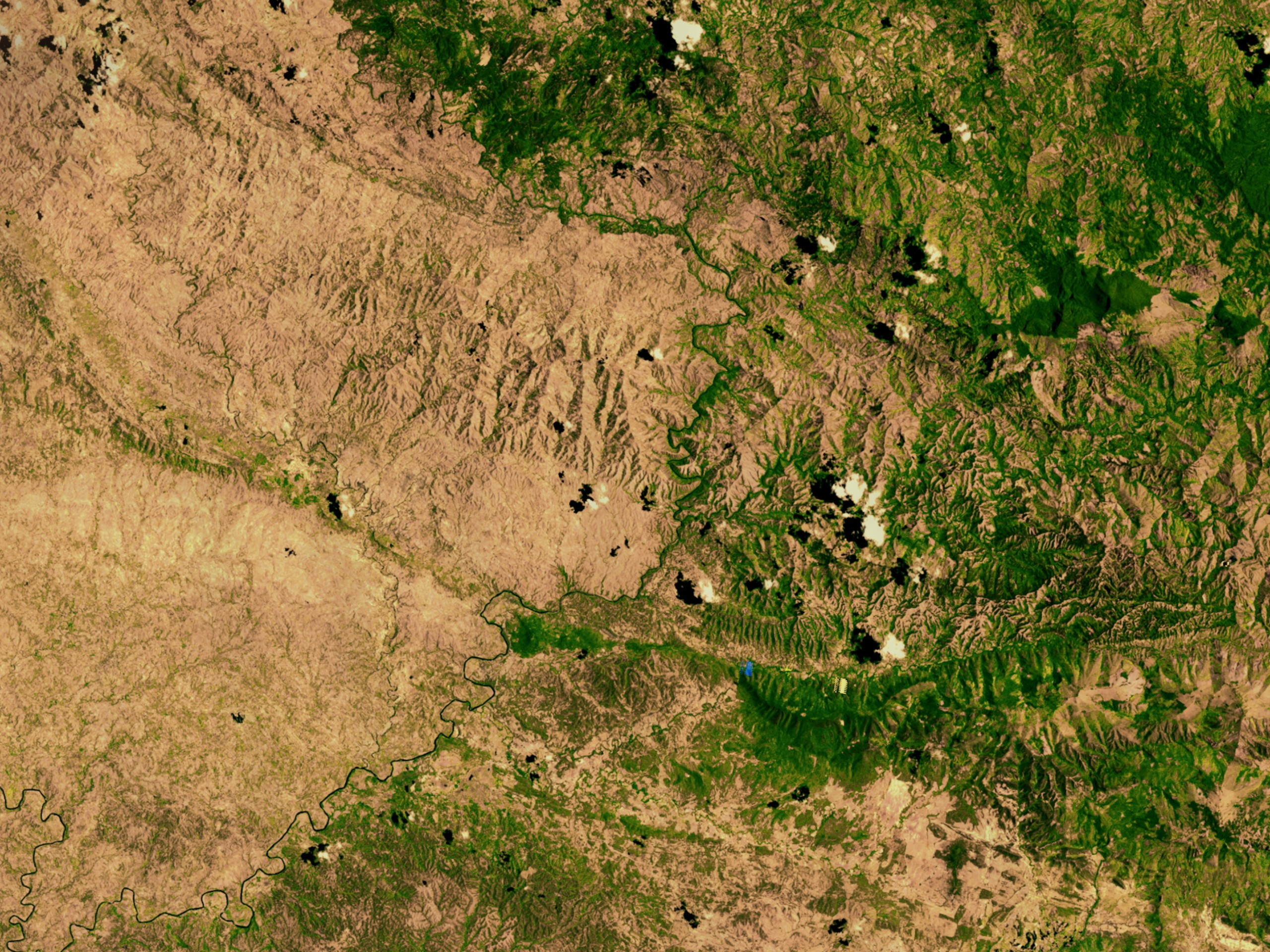
Супутниковий знимок, що зображує кордон між Гаїті (ліворуч) і Домініканською Республікою (праворуч)

Зведення лісів в Гаїті призвело до екологічної кризі — опустелюванню частини гаїтянської території. Причиною різкого скорочення площі лісів стало надмірне і все більш широке використання деревного вугілля як палива для приготування їжі. Деякі ЗМІ стверджують, що в країні збереглося тільки 2 % лісового покриву, але це не було підтверджено дослідженнями.
Недавні поглиблені дослідження супутникових знімків і аналізу навколишнього середовища, що стосуються класифікації лісів, показують, що в Гаїті насправді ліси займають приблизно 30 % території країни; проте це різке скорочення в порівнянні з 60 % 1925 року.
До 2003 року площа лісів Домініканської Республіки зменшилася до 32 % території, але до 2011 року площа збільшився майже до 40 %. Успіх відродження домініканських лісів обумовлений цілою низкою політичних дій уряду Домініканської Республіки і приватних організацій, а також активною освітньою кампанією, яка привела до підвищення обізнаності населення Домініканської Республіки про важливість лісів для їх добробуту та для збереження біорізноманіття на острові.

## Клімат

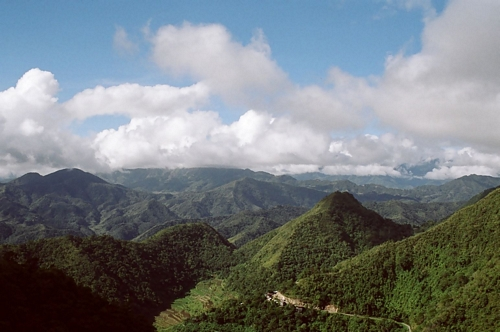
Кордильєра-Сентраль, Домініканська Республіка

Внаслідок свого гористого рельєфу клімат острова Гаїті демонструє значну мінливість на коротких відстанях і є найбільш різноманітним з усіх Антильських островів.
За винятком літнього сезону на острові переважають північно-східні пасати. Як і на Ямайці і на Кубі, ці вітри віддають свою вологу горам на півночі і створюють виразну дощову тінь на південному узбережжі, де в деяких районах випадає всього 400 міліметрів опадів, тому ці райони мають напівпосушливий клімат. Щорічна кількість опадів менше 600 міліметрів також спостерігається на південному узбережжі північно-західного півострова і в центральній частині району Азуа, на рівнині Кюль-де-Сак. Більш того, в цих регіонах навіть у сезон ураганів з серпня по жовтень випадає мало опадів, і посухи не рідкість, якщо ураганів немає.

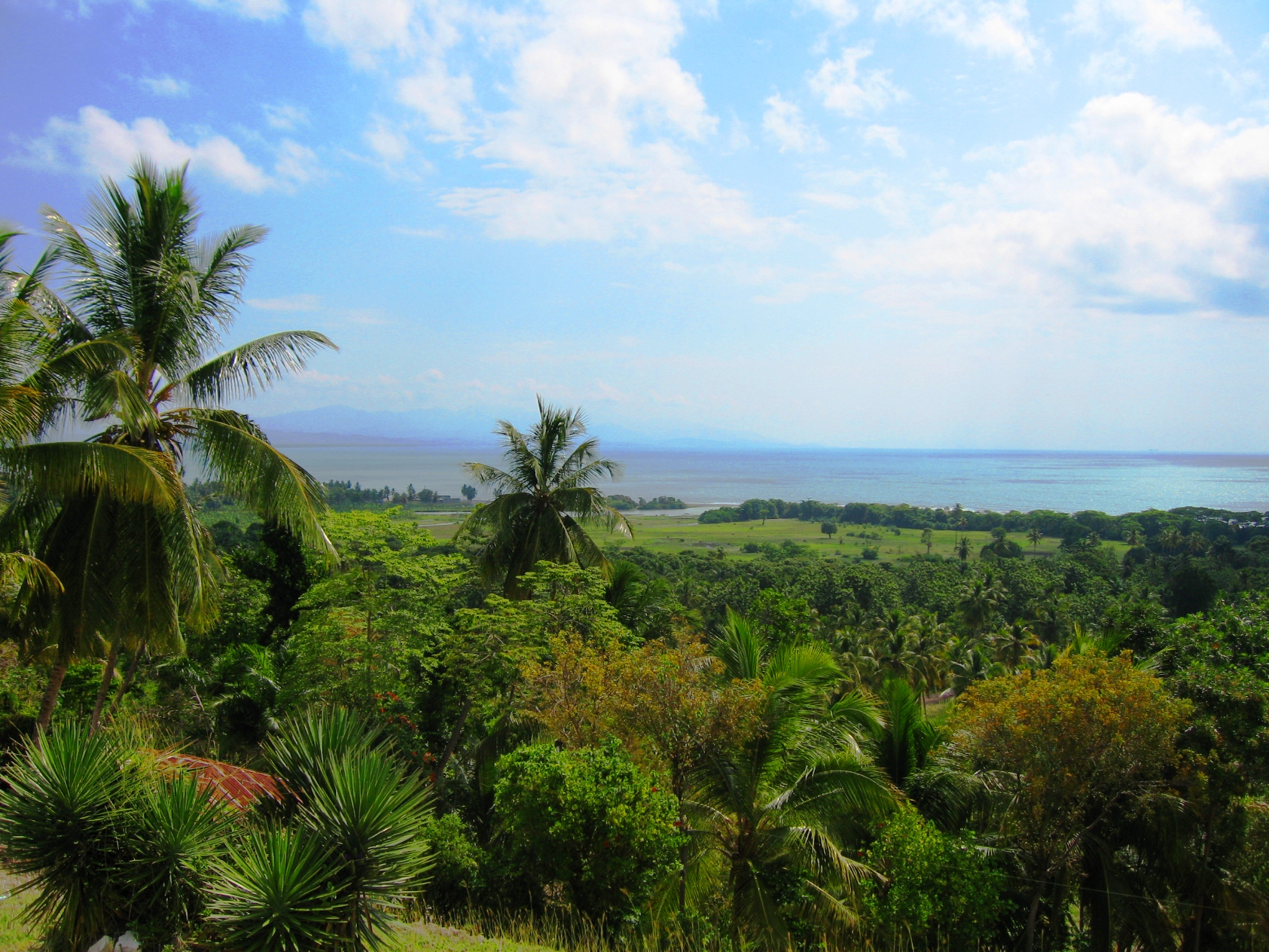
Ле-Ке, Південний департамент, Гаїті

На північному узбережжі, навпаки, кількість опадів може досягати максимуму в період з грудня по лютий, хоча дощі йдуть протягом усього року. Річна кількість опадів зазвичай коливається від 1700 до 2000 міліметрів на північній прибережній низовини; ймовірно, на схилах Кордильєри-Септентріональ набагато більша.
Внутрішня частина острова Гаїті, поряд з південно-східним узбережжям навколо Санто-Домінго, зазвичай отримує близько 1400 міліметрів опадів на рік, з виразним сезоном дощів з травня по жовтень. Зазвичай цей сезон має два піки: один в травні, другий — у сезон ураганів. У внутрішніх високогір'ях кількість опадів значно більша, близько 3100 міліметрів на рік, але з тими ж особливостями, які спостерігаються на низовинах.
Як і на інших тропічних островах, коливання температури набагато менш помітні, ніж зміни опадів і залежать тільки від висоти. Низинна частина острова зазвичай дуже спекотна і волога, температура в середньому становить 28° С з високою вологістю в денний час і близько 20° С вночі. На великих висотах температура неухильно падає, тому під час сухого сезону на найвищих піках трапляються приморозки, а максимуми температури не перевищують 18° С.

## Історія

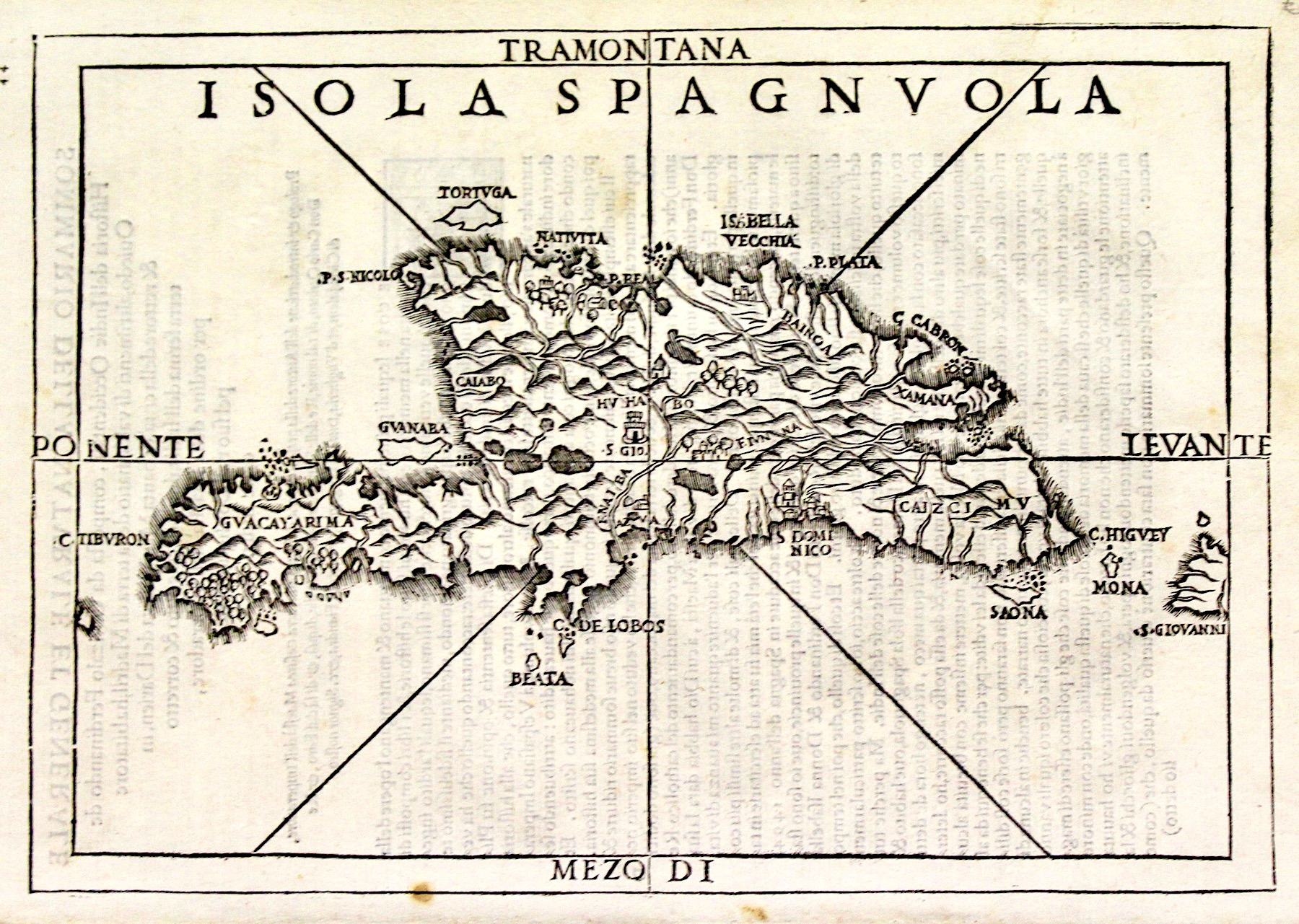
Джакомо Ґастальді. Мапа Еспанйоли, 1556

Намагаючись відшукати морський шлях через океан до Індії та Азії, 6 грудня 1492 перша експедиція Христофора Колумба висадилася на острові Гаїті. Іспанці дали йому назву Еспаньйола, що означало Іспанський острів.
Під час другої подорожі (Колумб зупинявся тут протягом чотирьох подорожей) на острові засновано першу іспанську колонію в Новому Світі в 1493 році. Саме тут жив і інший дослідник Америки Васко Нуньєс де Бальбоа.
Під час першої зустрічі з тубільцями іспанці побачили більше золота, ніж зустрічали раніше на інших карибських островах, і Колумб повірив, що всередині золота буде знайдено набагато більше. 
Повідомлялось, що загін, направлений на пошуки усередину Еспаньйоли (о. Гаїті), знайшов багаті поклади розсипного золота серед пісків гірського району Кордильєра-Сентраль. Це перше відкриття золотого родовища в Новому Світі сталося в січні 1494 р. Колумб повідомляв також, що перше поселення на Еспаньйолі він заклав «в найкращому для видобутку золота місці».

## Держави
Східну частину острова займає Домініканська Республіка, західну — Республіка Гаїті:
| Держава                  | Населення, осіб (2018) | Площа, км² | Густота населення, осіб/км² |
| ------------------------ | ---------------------- | ---------- | --------------------------- |
| Домініканська Республіка | 10 298 756             | 48 730     | 211                         |
| Республіка Гаїті         | 10 788 440             | 27 750     | 389                         |

## Населення
Домініканська Республіка — це іспаномовна країна, яка налічує понад 10 мільйонів осіб. Іспанською говорять всі домініканці. Римський католицизм є офіційною і панівною релігією.
Гаїті — франкомовна країна з населенням понад 10 мільйонів осіб. Французькою мовою переважно говорить освічена та багата меншість, а більшість населення говорить гаїтянською креольською, однією з декількох французьких креольських мов. Римський католицизм сповідує більш ніж половина населення, хоча в деяких випадках в поєднанні з гаїтянської вірою вуду. Ще 25 % населення належать до протестантських церков. Гаїті стала першою Чорною республікою у світі.

### Етнічний склад
Етнічний склад домініканського населення становить 73% мулатів, 16% білих і 11% чорних. Нащадки ранніх іспанських поселенців і чорних рабів із Західної Африки складають дві основні расові групи.
Етнічний склад Гаїті, за оцінками, становить 95% чорного населення та 5% білого населення і мулатів.
Останнім часом домініканські та пуерториканські дослідники виявили у поточному домініканському населення наявність генів, що належать до аборигенів Канарських островів (зазвичай їх називають гуанчами). Ці типи генів також були виявлені в Пуерто-Рико.

## Економіка
Острів має найбільшу економіку на Великих Антильських островах, однак більша частина економічного потенціалу припадає на Домініканську Республіку, економіка Гаїті значно слабкіша. За даними CIA World Factbook у 2017 році ВВП на душу населення становить 1 800$ на Гаїті і 17 000$ в Домініканській Республіці.
Величезна різниця в рівні економічного розвитку між Гаїті і Домініканською Республікою створює для Домініканської Республіки одну з найсерйозніших проблем міграції в Північній і Південній Америці.
Експортується кава, какао, цукор, тютюн, бавовна, маніок, ваніль, банани, цінні породи дерева, домініканський ром.

## Землетрус 2010 року
Землетрус магнітудою 7,0 балів стався 12 січня біля берегів Гаїті. Епіцентр знаходився в 15 кілометрах від міста Порт-о-Пренс. Місто Порт-о-Пренс сильно постраждало, число жертв склало десятки, а за деякими оцінками сотні тисяч людей. Магнітуда першого землетрусу, що стався в десяти кілометрах на захід від міста Каррефур, що неподалік від Порт-о-Пренса, становила 7-7,3. Пізніше в цій же області було зареєстровано ще три повторних землетруси магнітудою 5,5 і вище. Під час землетрусу сильно постраждали багато будівель, у тому числі Президентський палац, а також будівля готелю «Крістоф», у якій була розквартирована місія ООН в Порт-о-Пренсі.
Кількість жертв склала 222 570 осіб. Також 22 лютого на території Гаїті стався ще один землетрус магнітудою близько 4,7 балів в 20 кілометрах від Порт-о-Пренса. Постраждало 3 особи.

## Цікавий факт
Гаїті — єдиний острів у світі, на якому розташовані 2 столиці. Однак це спірний момент, оскільки ще є Кіпр, з турецькою і грецькою частиною.